# Lamprologus tumbanus
Lamprologus tumbanus är en fiskart som beskrevs av Boulenger, 1899. Lamprologus tumbanus ingår i släktet Lamprologus och familjen Cichlidae. IUCN kategoriserar arten globalt som starkt hotad. Inga underarter finns listade i Catalogue of Life.